# Andisol

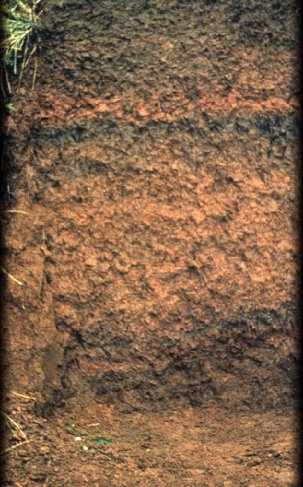
Andisol

Andisol (von der Eigenschaft andic, abgeleitet von jap. an do, ‚dunkler Boden‘ und lat. solum, ‚Boden‘) ist eine der zwölf Ordnungen der USDA Soil Taxonomy. Ihr entspricht in der World Reference Base for Soil Resources ungefähr die Gruppe der Andosole. Sie umfasst vor allem Böden vulkanischen Ursprungs. Untergeordnet kann unter bestimmten Verwitterungsbedingungen aus nichtvulkanischem Ausgangsmaterial mit einem hohen Anteil von Alumosilikaten ein Andisol entstehen.

## Definition
Die typische Eigenschaft der Andisole ist eine Vorherrschaft von durch Verwitterung nur wenig transportierter Umwandlungsminerale wie Allophan oder Aluminium-Humus-Komplexe. Keine Rolle spielt dabei die Ausbildung des Untergrundes, dem der Boden aufliegt, entscheidend ist alleine, dass 60 % der oberen 60 cm die charakteristische andic Eigenschaft (s. u.) aufweisen. Dabei werden Bodenhorizonte mit einem organischen Anteil von mehr als 25 % nicht berücksichtigt. Im Einzelnen umfasst die Definition und Abgrenzung zu anderen Bodentypen zahlreiche weitere Kriterien.
In der USDA-Bodenklassifikation sind Andisole definiert als Böden mit andic Eigenschaften in mehr als 60 % der Bodenmächtigkeit entweder
- innerhalb der obersten 60 cm eines mineralischen oder eines organischen Bodens mit andic Eigenschaften, je nachdem, welcher am nächsten zur Oberfläche liegt, falls keiner der nachstehenden verhärteten Bodenhorizonte auftritt
  - nicht zementierter harter Bodenhorizont (densic)
  - zementierter bis schwach zementierter harter Bodenhorizont oder Gestein (lithic oder paralithic)
  - Verkieselungshorizont (duripan)
  - Verkalkungshorizont (petrocalcic)

oder
- zwischen der Oberfläche eines mineralischen oder eines organischen Bodens mit andic Eigenschaften, je nachdem, welcher am nächsten zur Oberfläche liegt, und einem der vorstehenden verhärteten Bodenhorizonte innerhalb einer Tiefe von 60 cm.

### DieandicEigenschaft
Die andic Eigenschaft ist in der USDA-Bodenklassifikation definiert als Eigenschaft von Böden mit einem Anteil von weniger als 25 % Gewichtsprozent organischem Kohlenstoff sowie eines oder beide der folgenden Kriterien:
- In der Feinfraktion alle der folgenden Kriterien
  - mindestens zwei Prozent (Alox + ½Feox)-Gehalt (s. u.)
  - höchstens 0,9 kg/dm3 Lagerungsdichte
  - mindestens 85 Prozent Phosphat-Rückhaltevermögen
- Alternativ ein Phosphat-Rückhaltevermögen von 25 % und mehr sowie einen Anteil von 30 % der Korngröße 0,02 – 2,0 mm am Gesamtboden sowie eines der folgenden Kriterien:
  - mindestens 0,4 % (Alox + ½Feox)-Gehalt und mindestens 30 % vulkanisches Glas in den Korngrößen zwischen 0,02 und 2,0 mm
  - mindestens zwei Prozent (Alox + ½Feox)-Gehalt und mindestens 5 % vulkanisches Glas in den Korngrößen zwischen 0,02 und 2,0 mm
  - zwischen 0,4 und 2 % (Alox + ½Feox)-Gehalt sowie einen Glasanteil zwischen 5 und 30 % in den Korngrößen zwischen 0,02 und 2,0 mm, der in einem Diagramm der beiden Größen (Alox + ½Feox)-Gehalt und Glasanteil in einen bestimmten Diagrammbereich fällt.[1]

Dabei ist Alox und Feox der Aluminium- und Eisen-Gehalt im sauren Oxalat-Extrakt in Prozent der bei 105 °C getrockneten Feinerde (0–2 mm).
Die andic Eigenschaft kann je nach dem Aluminium- und Silizium-Gehalt in silandic und aluandic weiter unterteilt werden.

## Eigenschaften
Andisole entwickeln sich aus vulkanischer Asche, haben einen hohen Anteil vulkanischer Gläser und aufgrund ihrer Entstehung oft eine beträchtliche Dicke. Wenn sich mit der Zeit mehrere Schichten übereinander ablagern, bilden sich typische Bodenprofile mit braunen bis schwarzen Farben aus; die älteren, dann Paläosol genannten Schichten liegen dabei naturgemäß immer unter den jüngeren Ablagerungen.
Andisole zeichnen sich dadurch aus, dass sie große Mengen Wasser speichern können und zudem sehr fruchtbar sind; sie werden aus diesem Grund, wo immer möglich, landwirtschaftlich genutzt. Allerdings sind sie nur sehr wenig erosionsbeständig. Der pH-Wert ist neutral.

## Vorkommen
Andisole nehmen weltweit etwa 900.000 Quadratkilometer oder knapp ein Prozent der eisfreien Landfläche ein und finden sich immer in der Nähe von Vulkanen, etwa an der Pazifikküste Amerikas, auf Neuseeland, Japan, Indonesien, Island sowie einigen kleineren Inselgruppen wie den Kanarischen Inseln.

## Klassifikation
Es werden sieben Unterordnungen unterschieden:
- Aquand: ein Andisol mit oberflächennahem, hohem Grundwasserstand während des größten Teils des Jahres
- Geland: mehr oder weniger gut entwässerter Andisol in kaltem Klima
- Cryand: mehr oder weniger gut entwässerter Andisol in sehr kaltem Klima
- Torrand: mehr oder weniger gut entwässerter Andisol in trockenem Klima
- Xerand: mehr oder weniger gut entwässerter Andisol in Klimaten mit mediterranen Feuchtigkeitsverhältnissen und kühlen, gemäßigten oder heißen Temperaturverhältnissen
- Vitrand: mehr oder weniger gut entwässerter, grober Andisol
- Ustand: mehr oder weniger gut entwässerter Andisol in semihumidem Klima bis semiaridem Klima
- Udand: mehr oder weniger gut entwässerter Andisol in feuchtem Klima.